# Wanda Pratschke
Wanda Pratschke (* 25. Februar 1939 in Berlin) ist eine deutsche Bildhauerin.

## Leben
Wanda Pratschke, geborene Gottemeier, wuchs in Berlin-Moabit auf. Zwischen 1944 und 1945, während des Zweiten Weltkriegs, verbrachte sie mit ihren Geschwistern und Cousinen einige Zeit bei ihrem Großvater Otto Littmann auf dem Land in Schlesien, der als Schmied und Bauer tätig war und einen prägenden Einfluss auf ihre kreative Entwicklung hatte. Sie absolvierte in Berlin bis 1955 ihre Grundschul- sowie technische Oberschulausbildung.  Danach machte sie eine Lehre für Theatermalerei in der Werkstatt Hornemann. Von Oktober 1956 bis März 1961 studierte sie Bühnenbild an der Meisterschule für das Kunsthandwerk – MTK. Anschließend belegte sie von 1961 bis 1963 im Frankfurter Schauspielhaus in Frankfurt am Main unter der Anleitung des Bühnenarchitekten Franz Mertz eine Stelle als Bühnenbildassistentin.
1964 und 1967 wurden ihre Töchter geboren. Von 1973 bis 1976 studierte sie Kunstpädagogik an der Johann Wolfgang Goethe-Universität Frankfurt am Main. In den Jahren 1976 bis 1979 war sie als Gaststudentin an der Staatlichen Hochschule für Bildende Künste – Städelschule eingeschrieben, zuerst unter der Anleitung des Bildhauers Willi Schmitt und später in der Klasse des Malers Johann Georg Geyger. In den Jahren 1979, 1980, 1983 und 1984 besuchte Pratschke die Internationale Sommerakademie für Bildende Kunst Salzburg unter Leitung von Markus Lüpertz und Wolf Vostell. Diese Erfahrungen prägten sie maßgeblich in ihrem künstlerischen Schaffensprozess.
Im Jahr 1981 richtete Pratschke ihr erstes Atelier in der Steinlestraße 1 in Frankfurt ein. Sie gewann Wettbewerbe für Skulpturen im öffentlichen Raum und präsentierte ab 1985 ihre Werke in Ausstellungen. Zwischen 1986 und 1988 arbeitete sie in Neu-Isenburg an einer Großskulptur für das Landratsamt im Main-Taunus-Kreis. 1991 zog Pratschke in ein geräumigeres Atelier im städtischen Atelierhaus in der Ostparkstraße 47, Frankfurt am Main, wo sie bis heute aktiv tätig ist. Seither unternahm sie mehrere Studienreisen nach Griechenland, Süditalien, Brasilien, Chile, Peru, Bolivien, Libyen, Marokko, Ghana, Togo und Benin, die ihre künstlerische Entwicklung weiter inspirierten.

## Werk

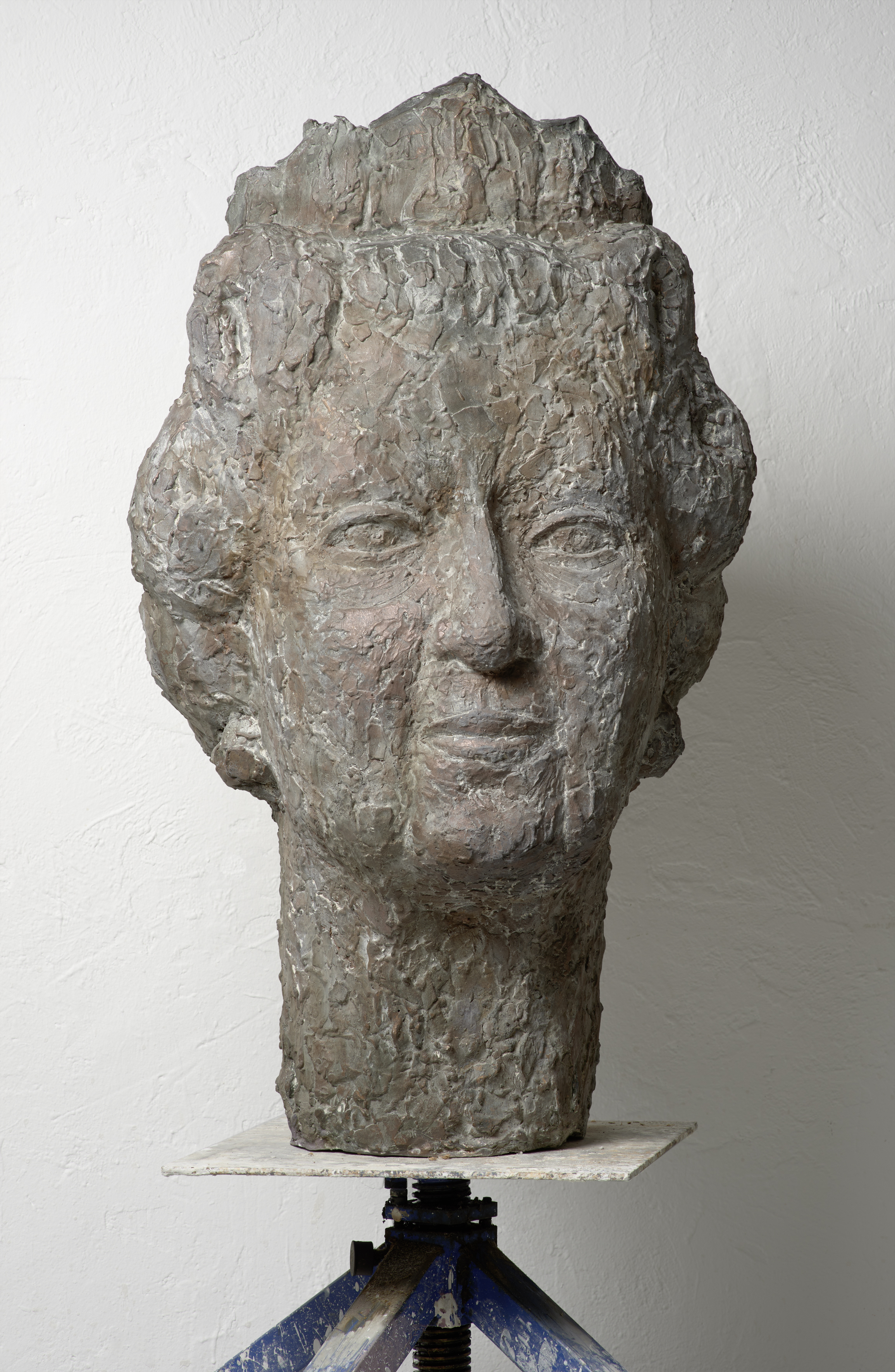
Queen

Über einen Zeitraum von mehr als fünfzig Jahren konzentrierte sich Pratschke hauptsächlich auf die Darstellung weiblicher Figuren in verschiedenen Positionen, darunter stehend, sitzend, hockend und liegend, in verschiedenen Größen von Miniatur bis überlebensgroß. Zusätzlich zu vollständigen Figuren schuf sie auch Fragmente des menschlichen Körpers, darunter Köpfe, Arme, Beine, Hände und Oberkörper. Ihr Schaffen umfasst auch Reliefs sowie vereinzelte Tierfiguren und eine Männerfigur. Pratschkes zentrales künstlerisches Thema sind Bronzeskulpturen, die sie im Rahmen eines individuellen und originellen Entwicklungsprozesses hinweg gestaltet und bis zum Bronzeguss persönlich verfolgt. Ähnlich wie der Bildhauer Hans Josephsohn modelliert Pratschke ihre plastischen Formen aus Ton und Gips, bevor sie in Bronze gegossen werden. Diese Materialien ermöglichen es ihr, auf- und abzutragen, wodurch Oberflächen entstehen, die mal glatt und mal unruhig erscheinen. Vor dem eigentlichen Entstehungsprozess vertieft sie sich durch intensive zeichnerische Studien lebender Modelle, um Proportionen und Raumgefühl zu erfassen. Pratschke überwacht den Bronzeguss persönlich, lässt ihre eigenen Abschreckmethoden anwenden und überarbeitet das Werk, wodurch die Oberflächenfarbe eine bedeutende Rolle in der Skulptur einnimmt.
Pratschke lebt und arbeitet in Frankfurt am Main. Die Skulpturen werden in den Kunstgießereien Otto Strehle seit 1980, in Winhöring, Bayern, und Kunstguss Kastel GbR. Hettinger Lichtenthal seit 1990, Mainz-Kastell, hergestellt.

## Rezeption
„Das Thema der weiblichen Gestalt – auch im Fragment – zieht sich wie ein roter Faden durch das gesamte Werk der Künstlerin. […] Die Skulpturen, die Wanda Pratschke entwickelt, sind das Ergebnis eines langen formalen Suchprozesses. Es ist ein zentrales Merkmal der Kunst des ausgehenden 19. und vor allem des 20. Jahrhunderts, den Arbeitsprozess am Werk sichtbar werden und bleibenzulassen, ihn als Teil des Werkes selbst zu verstehen. Die Bildhauerin schafft in einem kleinteiligen Vorgang des zyklischen Entscheidens und des Verwerfens ihre stabilen Formen. […] Mit ihrer Herangehensweise, dem scheinbar unbedeutenden, durch keine symbolische, ikonografische, ideologische oder sinnlich-erotische Lesart besetzten Körper Raum zu verschaffen, hat Wanda Pratschke eine ganz eigene Art der weiblichen Darstellung gefunden. […]“.

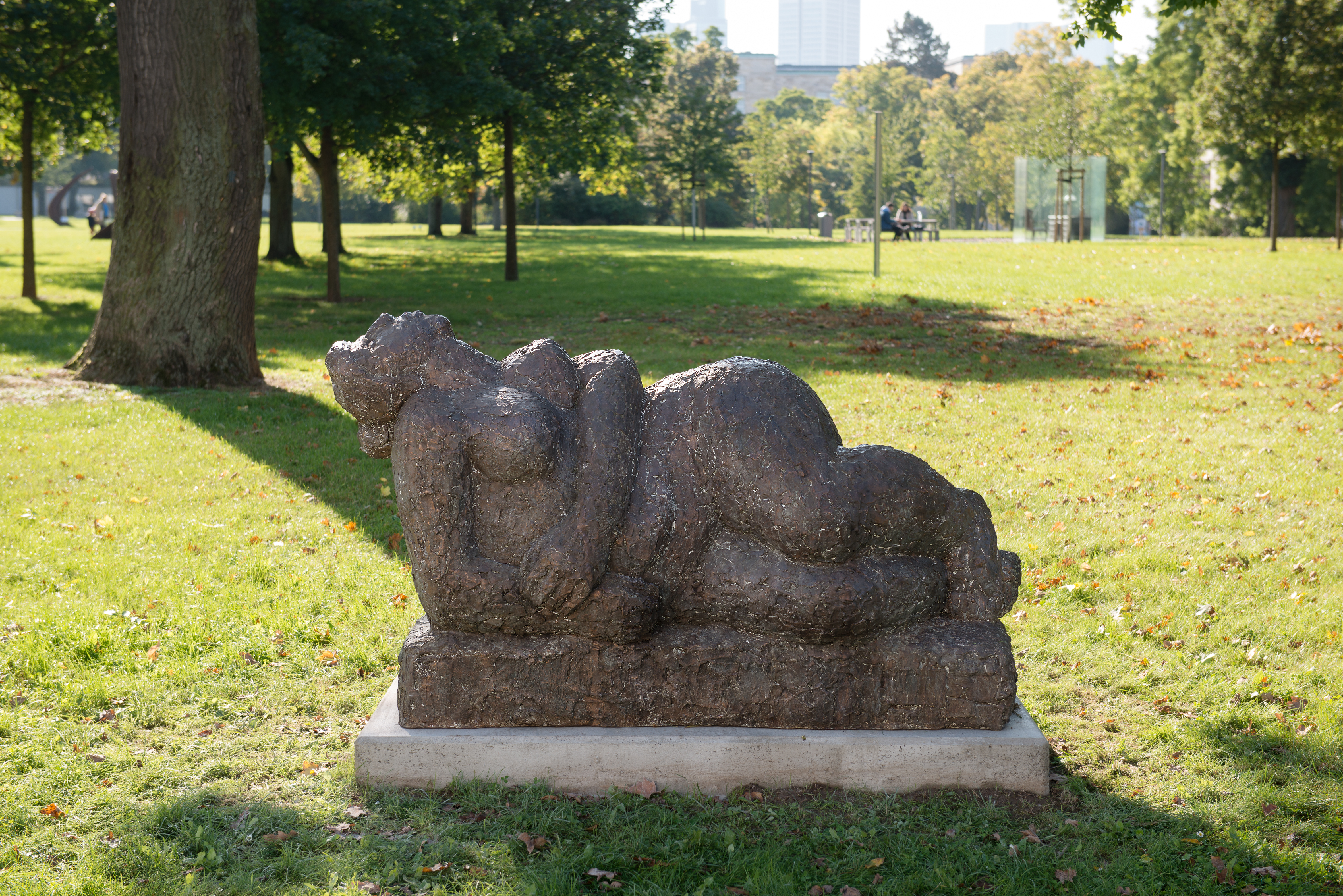
Unbesiegbare

Bei der Entstehung ihrer Skulpturen geht sie „[...] zunächst im Grunde immer klassisch vor. In ihren ersten Jahren als freie Künstlerin hat sie ihre Bronzen und vor allem ihre Großskulpturen noch in Ton aufgebaut, inzwischen verwendet sie vorwiegend Gips und Styropor. Sie schlägt, schleift, baut neu auf und beginnt dann abermals von vorne. Seit sie so vorgeht, ist bei ihr neben der zentralen Parameter der Skulptur wie Maß, Proportion, Raum, Masse und Volumen, das Interesse am künstlerischen Arbeitsprozess getreten. Und keineswegs zuletzt das zunehmend rauen, zerklüfteten, wie bewegten Oberflächen.“

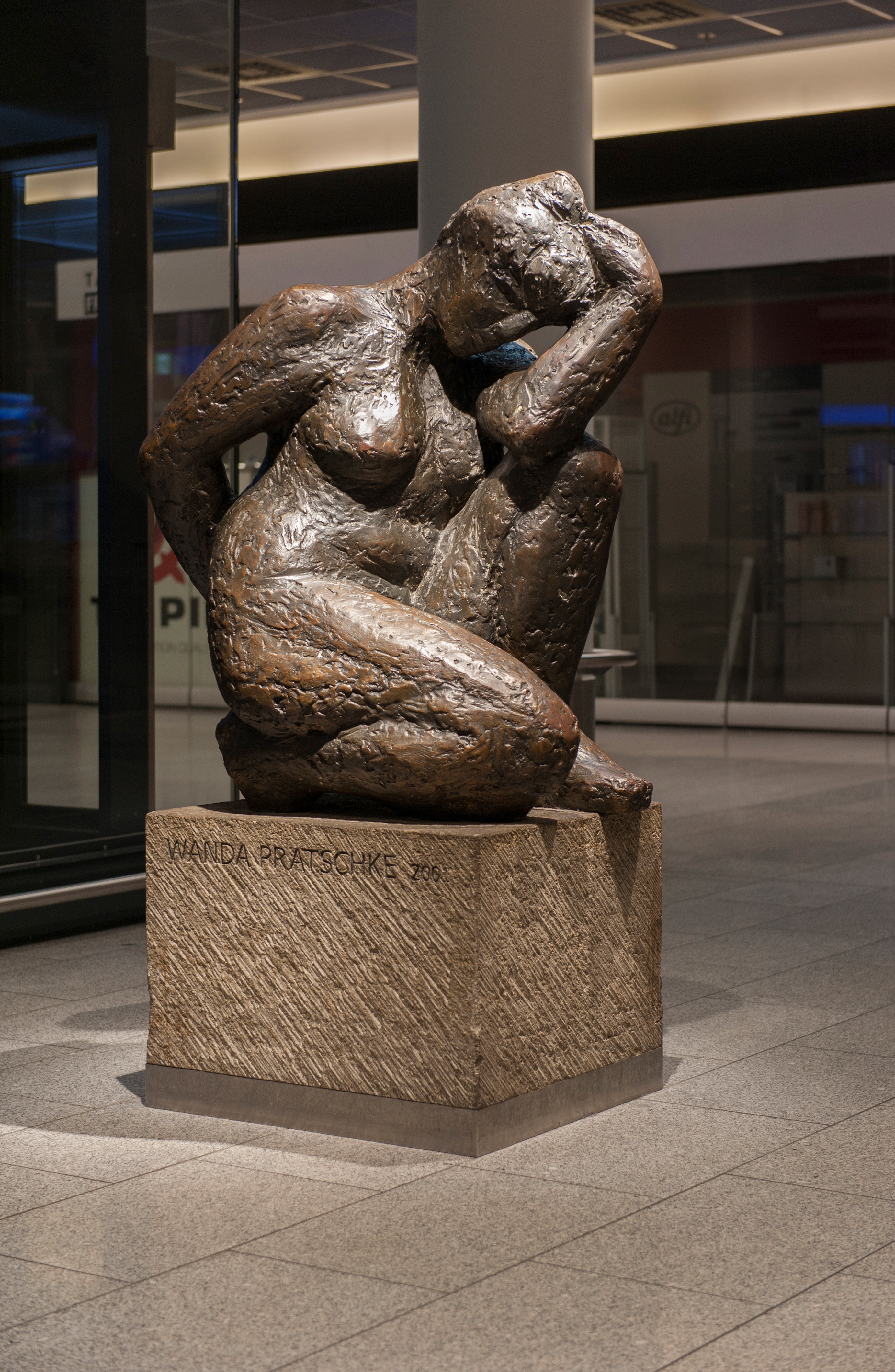
Schöne

## Ausstellungen
- 2014: Herzdamen, Arbeiten 2009–2013, Ausstellung zum 75. Geburtstag von Wanda Pratschke, Institut für Stadtgeschichte im Karmeliterkloster, Frankfurt am Main
- 2018: Bronzen und Zeichnungen 1980–2005, KunstRaum Bernusstrasse, Frankfurt am Main
- 2019: Form – Sinn – Sinnlichkeit, Bronzen und Papierarbeiten, Ausstellung zum 80. Geburtstag von Wanda Pratschke, Galerie Hanna Bekker vom Rath, Frankfurt am Main[3]
- 2019: Form – Sinn – Sinnlichkeit, Bronze und Gipsarbeiten, Ausstellung zum 80. Geburtstag von Wanda Pratschke, Kunstverein Familie Montez, Frankfurt am Main[4]
- 2021: Große Frau, ein Fels, Skulpturen im Park, Mörfelden-Walldorf[5]
- 2024: TRAUM Kunst im Lichthof – 2024/2025 Zeitgenössische Positionen, Lichthof, Historisches Museum Frankfurt

## Arbeiten im öffentlichen Raum
Im Jahr 1984 wurde in den Wallanlagen in Frankfurt am Main mit Betty die erste Arbeit Wanda Pratschkes im öffentlichen Raum eingeweiht. Im Jahr 2022 wurde ihr neuntes Werk Die Unbesiegbare am Campus Bockenheim der Johann-Wolfgang-Goethe-Universität auf dem Theodor-W.-Adorno-Platz, dem jetzigen Tilly-Edinger-Platz, enthüllt.
- Große Stehende „Betty“, Eschenheimer Anlage der Wallanlagen, Frankfurt am Main, 1984
- Große Liegende, Kreishaus, Hofheim am Main
- Schöne, Terminal I, Halle A, Flughafen Frankfurt, 2001
- Vier Frauen, Terminal II, Meetingpoint, Flughafen Frankfurt, 2001
- Sophie Scholl (Kopf), Sophie-Scholl-Schule, Flörsheim
- Traum (Kopf), Reichow-Weg, Schwalbach am Taunus
- Große Liegende, Dienstvilla des Hessischen Ministerpräsidenten, Wiesbaden, 2016
- Frau, ein Fels, Skulpturenpark Mörfelden, 2018
- Die Unbesiegbare, Adorno-Platz, Goethe-Universität Frankfurt, 2022[6]

## Film
- Katja Pratschke, Queen. Hommage an Lucian Freud, 2024
- Katja Pratschke, Unbesiegbare 2021 - Von Skizze zur Skulptur - Wanda Pratschke, 2021
- Katja Pratschke, Unbesiegbare - Skulptur Abformung 2020 - Wanda Pratschke, 2020
- Daniil Vishnya und Sarah Botella, Wanda Pratschke – Die Liebe zur Form, 2011

## Kataloge
- Wanda Pratschke, Form Sinn Sinnlichkeit: Bronzen, Gipsarbeiten, und Zeichnungen, Katalog, 2019, 103p.,
- Wanda Pratschke, Et al. Herzdamen, Bronzen und Bilder, Katalog, 2012, 57p.;
- Wanda Pratschke 1980–2005, Katalog, 2005, 55p.;
- Wanda Pratschke, Skulpturen Zeichnungen, Katalog, 1995, 41p.;
- Wanda Pratschke, Wanda Pratschke, Hofheim: Kreissparkasse des Main-Taunus-Kreises, Katalog, 1988, 23p.;
- Wanda Pratschke, Plastiken, Katalog, 1985, 12p.;